# Bolquère
Bolquère – miejscowość i gmina we Francji, w regionie Oksytania, w departamencie Pireneje Wschodnie.
Według danych na rok 1990 gminę zamieszkiwało 617 osób, a gęstość zaludnienia wynosiła 35 osób/km² (wśród 1545 gmin Langwedocji-Roussillon Bolquère plasuje się na 462. miejscu pod względem liczby ludności, natomiast pod względem powierzchni na miejscu 444.).

## Populacja

Populacja Bolquère w latach 1962-2008